# 沙尔堡十字章

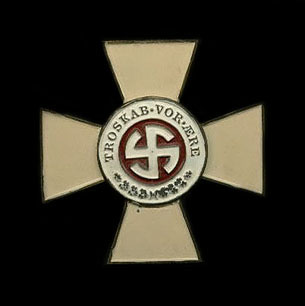
沙尔堡十字章

沙尔堡十字章（德語：Schalburgkreuz，丹麥語：Schalburgkors）是第二次世界大战期间的一项勛章，獎勵對象是丹麦日耳曼親衛隊的人员。沙尔堡十字章的具体设立时间不详。估计应该晚于1943年，因为之前的历史照片中都看不到这种奖章。该奖章以丹麦自由军团指挥官克里斯蒂安·弗里德里克·冯·沙尔堡（Christian Frederik von Schalburg）的名字命名，此人于1942年在傑米揚斯克包圍戰中阵亡。该奖章是由位于哥本哈根的丹麦Heimbürger公司负责制造的。